# Босанска голгота
Босанска голгота или пут смрти су устаљени називи за повлачење Југословенске војске у отаџбини преко Босне (већим делом под окупацијом Немаца, у саставу марионетске НДХ, а делом ослобођена) током Другог светског рата.
Под притиском велике совјетске и партизанске офанзиве у Србији крајем 1944. године, команда четничких снага у Црној Гори је донела одлуку да се трупе повуку преко Босне у Словенију, како би дошле у сусрет са савезницима. Та одлука је донета после неуспелог покушаја да се повуку преко Албаније у Грчку.

## Повлачење из Србије
Након уласка Црвене армије у Србију и пораза од партизана у бици на Јеловој гори, део четника и четничка Врховна команда са Драгољубом Михаиловићем и мисијом америчког пуковника Роберта Макдауела се преко Дрине повукла у североисточну Босну. По споразуму између Михаиловића и Милана Недића, Српска државна стража је стављена под Михаиловићеву команду. Остаци ове формације су се окупили у Јагодини, где су преформирани у Српски ударни корпус. Под притиском партизана у Србији, део четника и Српски ударни корпус се повукао у Санџак. Током пробоја кроз Санџак, четници и Српски ударни корпус под командом Мирослава Трифуновића су се повлачили паралелно са немачком групом армије Е, уз помоћ локалне Муслиманске милиције и санџачких и црногорских четника. Ове удружене снаге су од партизана заузеле Сјеницу (25. октобра) и Пријепоље (29. октобра). Повлачење четника и СУК је текло заједно са Немцима или на боковима немачке колоне. Партизани су стално угрожавали повлачење, као и савезничко ваздухопловство, које је нападајући Немце давало подршку партизанима Јосипа Броза. Морал четничких јединица је био врло низак, па су дезертерства била честа појава. У складу са споразумом који је Доброслав Јевђевић 3. новембра склопио са Немцима, требало је да четници помажу повлачење немачких трупа све до Сарајева.
У то време штаб генерала Драгољуба Михаиловића се налазио у околини Зенице. Националне снаге које су се повлачиле из Србије стигле су до Дрине, где су према плану Врховне команде имале да наставе концентрацију снага према Црној Гори и Приморју. Пут за повлачење је водио преко Албаније. Међутим, генерал Мирослав Трифуновић, командант Србије је одлучио да се одступа преко Босне не консултујући Врховну команду. Павле Ђуришић је испоштовао наређење генерала Трифуновића које му је издао путем телеграма. Четници из Србије су се вратили у Србију.

## Повлачење из Црне Горе
Како су црногорски четници били окупљени у Црногорски добровољачки корпус и тиме формално део Српског добровољачког корпуса, Димитрије Љотић се надао да ће придобити Ђуришића да се са својим снагама пребаци у Словенију. Зато је Ђуришићу послао мисију са Ратком Парежанином, да би уверио убедио Ђуришића да то и учини.
Након неуспелог пробоја снага немачког 21. армијског корпуса из Црне Гори ка Херцеговини, држање долине Лима било је важно и за повлачење немачких и четничких снага из Црне Горе. Септембра 1944. године Павле Ђуришић, главнокомандујући црногорским четничким јединицама, видевши да совјети и комунисти добивају рат и преузимају власт, сконцентрисао је све снаге око Подгорице, Даниловграда и Љешанске нахије. Ђуришић је трећег октобра у Подгорици постигао договор о сарадњи са Марком Џоном Маркајем, који је предводио националистички покрет у Албанији, о образовању заједничког антикомунистичког фронта.
Повлачење четника и многобројних избеглица из Црне Горе под командом Павла Ђуришића, почело је 6. септембра 1944. и трајало је пет месеци. У повлачењу је кренуло око 12.000 наоружаних људи и око 6.000 жена, деце и стараца. У избегличкој колони се налазио и митрополит Јоаникије (Липовац) са 76 свештеника. Био је ту читав Велики суд, сељаци, грађани, трговци, лекари, адвокати, учитељи и професори. Пре повлачења Управа монопола у Подгорици је дала сваком борцу и избеглици по 200 пакетића цигарет-папира и резаног дувана. Подељени су и завоји за ране, а других лекова није било. Поворку је пратило и 1.500 натоварених коња, око 200 запрежних кола и десетак теретних аутомобила. Војска је реквирирала кроз Бјелопавлиће око 500 волова, који су им послужили као храна на далеком путу.
Четничке бригаде које су већ кренуле ка Скадру наређено им је да се врате у Подгорицу. Један део четничких снага које су се повукле из Скадра у Бар дочекали су партизани и без ислеђивања и суђења, по кратком поступку ликвидирали су осамдесет заробљених четника. Како је Ђуришић одлучио отићи код Михаиловића у источну Босну, Парежанин је оставио Ђуришића код Пријепоља, и возом преко Славонског Брода стигао у Словенију. Ђуришићеве снаге су стигле преко Пријепоља у Рудо 28. децембра 1944. Павле Ђуришић се 28. децембра састао у селу Заборак са Драгославом Рачићем, Захаријем Остојићем и Петром Баћевићем. Четничке снаге су реорганизоване у три дивизије. Пре поласка за Вишеград, Ђуришић је наредио да се униште сва возила и све што смета брзом покрету.
Снаге Павла Ђуришића бориле су се заједно са немачким снагама у Црној Гори, па их је Командант групе армија Е у прегледу снага од 16. новембра 1944. убројао у састав снага свог 21. армијског корпуса. Пошто су снаге 21. армијског корпуса и четника биле у окружењу, покрет је почео средином децембра 1944, кад су снаге 21. корпуса уз помоћ 91. корпуса успеле да отворе коридор преко Колашина.
Одступнике прво су напали партизани, и потом једна формација Албанаца, од око 2.000 војника, који су предводили црногорски комунисти. 11. и 12. децембра целу избегличку колону на потезу Веруша-Јабука-Матешево-Колашин напала је англо-америчка авијација. Погинули су 52 војника, већи број цивила је рањен, страдало је и доста стоке. Колона је пред Божић стигла у Рудо и ту се знатно увећала, нашло се ту око 21.000 оних који су одступили. Знатно увећана избегличка колона кренула је из Рудог, у похабаним оделима, још горој обући, без хране и лекова. С огромним напором прешли су Горње Руднице-Вишеград и дошли на планину Семић. Четничка болница, погрешно је дошла у Рогатицу. Када је стигла наредба да се поврате на Семић др. Василије Голубовић је решио да са 41 тежим рањеником продужи за Сарајево. Већ на другој станици железничког пута усташе су их извукли из воза, опљачкали их и стрељали. Пут је од Семића водио ка Бранковићима. Ту је уследила борба са усташама. После два дана усташе су прихватиле преговоре о примирје и одступнички збег је добио пролаз. Биланс сукоба је био педесет мртвих и стотињак рањених.
Следио је пут преко планине Деветак и Власенице све до Жлебова. Колона је потом долином Криваје прешла Мркаљ, Кладањ и Олово и сишла у долину реке Босне, код Маглаја. Нова несрећа на путу је био пегави тифус, убрзо је било око 2.000 оболелих. Број тифусара се повећавао из часа у час. Изнурени, болесни стално нападани од усташа, муслимана и партизана. Уз болест, била је и обимна зима. На минус 25 носили су болеснике са 40 степени температуре. Мртваце нису могли да сахрањују у промрзлу земљу, па су их спуштали у снежне рупе поврх набацујући мало грања и камења. Лешеве су проналазили чопори вукова и лисица.
Велики збег су у долини Босне поделио у две колоне. Једна је кренула обалом, према доњем току реке Босне, друга ка Тузли. „Тузланска“ колона имала је окршај с комунистима и ту су претрпјели тешке губитке: 150 мртвих и 200 рањених. После ове борбе колоне су се опет саставиле. Биланс је био тежак: 3.000 оболелих од тифуса, 1.200 рањених и 2.300 промрзлих.

## Раскол
У селу Кожухе дошло је до дуго очекиваног сусрета са генералом Драгољубом Михаиловићем. С њим је било око 600 војника од којих половина није била ни за какву борбу. Михаиловић је стигао нешто раније и сачекивао корпусе. Михаиловић се неко време у јануару 1945. планирао реорганизацију ЈВуО, заносећи се њеном поделом на засебне националне војске (словеначки, хрватску и српску са муслиманским корпусима) под јединственом командом. Стога је одредио Матију Парца („генерала Губеца“)за команданта хрватске војске, Ивана Презеља („генерала Андреја“) за команданта словеначке војске и „генерала Ђерзелеза“ за команданта муслиманских корпуса. Међутим, и Парац и Презељ су били генерали без војске. Михаиловић је створио план за општу концентрацију свих снага под његовом командом, ради настављања борбе. Његов став је био да треба сачувати што већи део јединица на теренима Босне. У току фебруара 1945. године пристигле су све јединице из Србије, које су распоређене на линији Озрен-Требава, где је устаљен фронт. Крајем фебруара стигао је и војвода Павле Ђуришић са његовим борцима и са њима на хиљаде народа неспособног за борбу. Дража Михаиловић је тада према Стевану Вучковићу рекао Павлу Ђуришићу:- Ко те је звао да дођеш овамо? Ја нисам. И најзад, када си већ дошао, зашто си повео толики народ? Изгинуће људи. Мени су потребни борци са пушком у руци. Наша ситуација је таква да се морамо растурити у тројке по шумама. Другог излаза немамо! 
Мишљења Драже и Павла нису се подударала. Генерал Михаиловић је желео да остане са својим народом и продужи отпор против нових совјетских окупационих снага, које су довеле партизане на власт. Павле Ђуришић је покушао да спасе хиљаде цивила које је повео из Црне Горе. За Дражу је излаз био у пробоју ка Србији, а за Павла пробој ка Словенији и сусрет са Савезницима. Пошто нису могли да усагласе ставове четници су се поделили у две колоне. Павлова колона је покушала пробој према Словенији кроз усташку територију, а Дражина колона пробој ка комунистичкој Србији.

## Страдање Павлове колоне
Павлу Ђуришићу није падало на памет да се дели на тројке. Издвојио је велики број тифусара и пребацио их скелом на леву обалу Босне, где су биле спремне импровизоване болнице. У међувремену су стигли војвода Петар Баћовић с херцеговачким четницима и Захарије Остојић са неколико својих људи. Партизани су напали болнице и током ноћи убили више од 2.000 болесних и рањених. У Штаб војводе Ђуришића стигла је делегација црногорских усташа др. Секуле Дрљевића. Они су обавестили Ђуришића да је Анте Павелић спреман да дозволи прелазак четничке војске преко своје територије до Словеније ради одмора и опоравка. Уследила је заједничка седница Централног и Покрајинског комитета где је решено да се понуда Павелића и Дрљевића привидно прими због рањених и болесних. Војска је требало да се упути на правцу реке Врбас-Лијевче поље-Козара и да се планинским тереном пробије до Словеније и дође у састав тамошњих четничких снага. Овакво решење је одобрио и генерал Драгољуб Михаиловић.
Колона од 8.000 болесних, рањених, жена и деце упутила се у Дуго село. Половина је само преживела повлачење које је почело 8. марта 1945. Колона је ишла преко правца Дервента-Босански Брод-Дуго село. Преживели су смештени у бараке. Партизани су их пронашли по капитулацији Немачке и највећи број је убијен ту. Неки су прогнани да им суде „народни судови“.
Остатак, војнички део збега, прешао је реку Босну. Кренули су у Лијевче поље како би се дочепали планине Козаре. Јаке усташке снаге надирале су од Бањалуке и Босанске Градишке. Партизани су опазили кретање четника, па су се спустили са Козаре. Отпочела је очајна борба на два фронта код Лијевач поља. усташе су затражиле примирје које је прихваћено одмах. По „споразуму“ збег је требало да буде смештен у бивак у околини Старе и Нове Градишке. Павле Ђуришић и око 300 његових официра и подофицира били су укрцани у усташку лађу под јаком стражом, која је пловила Савом у правцу Загреба. Сви су побијени у Јасеновцу. Остаци обезглављене војске, препуштени сами себи, кренули су 6. маја 1945. усиљени маршом у правцу Словеније.
Десеткован збег, после петомесечног крвавог пута преко Црне Горе, Босне и Хрватске, нашао се средином маја у Словенији. Уместо дугог сањаног сусрета са Енглезима, убрзо су их заробили партизани, који су их извели пред стрељачке стројеве у околини Марибора и у шумама око Похорја. Највећи део је ликвидиран.

## Страдање Дражине колоне
Дража је донео коначну одлуку да остане у земљи. Средином априла 1945. године, генерал Михаиловић је на челу своје војске кренуо према западу, трагом Павла Ђуришића, али када су стигли у долину Врбаса, издао је наређење за промену правца и окренуо узводно, према Бањалуци. Тек тада је његовим јединицама постало јасно да се не иде у Словенију већ у - Србију.
Дражина војска се кретала у три велике колоне. Десном командовао је потпуковник Драгутин Кесеровић, левом потпуковник Драгослав Рачић, а средњом, у којој се налазила Врховна команда и преживели чланови Централног комитета (без др. Стевана Мољевића и др. Ђуре Ђуровића) командовао је мајор Никола Калабић. Дража је желео да стигне у Србију пре немачке капитулације. Од планине Мотајице скренули су на југ, па брзим покретима општим правцем: Мотајица - источно од Котор-Вароши - између Травника и Зенице, избили су у област Фојнице. Овим правцем колоне су биле стално нападана од усташа. Велика четничка војска кретала се босанским шумама. Кретање те војске је праћено од стране Југословенске армије и тачно су знали где се Дража креће. Четничке јединице су свакодневно праћене из авиона и истовремено узнемираване: бацане су бомбе и - леци. Партизани су тачно знали бројност противника и његово наоружање, партизански команданти нису сумњали у свој успех на бојном пољу. Четници су прешли преко Иван-планине и западних падина Бјелашнице, обишли су Калиновик са запада, скренули су на исток где су се сукобили са Југословенском армијом.
Четници су се под борбом упутили у правцу Зеленгоре. До одлучујућег обрачуна је дошло на реци Језерници, десној притоци Неретве, 10. маја 1945. године. Крвава борба је трајала три дана. На бојишту је остало много погинулих четника, међу њима и генерал Мирослав Трифуновић. Пошто је Дража видео да његова војска трпи велике губитке, он се успео на једно узвишење, призвао себи једну групу четника и рекао им : "У Србију браћо! По тројкама, петоркама и десетинама, сваки у свој крај! Убрзо ћу и ја са вама и победа ће бити наша... 
У току коначног обрачуна са партизанима цео пратећи батаљон Драже Михаиловића жртвовао се да спасе врховног команданта. У томе је успео и извршио пробој из обруча. Југословенска армија је победила. Четничке јединице нису више постојале као организована снага.